# Adityapur
Adityapur är en stad i delstaten Jharkhand i Indien, och är en förort till Jamshedpur. Staden tillhör distriktet Saraikela-Kharsawan och folkmängden uppgick till 174 355 invånare vid folkräkningen 2011.